# Jadwiga z Melsztyna (starsza)
Jadwiga (Elżbieta) z Melsztyńskich Pilecka herbu Leliwa (zm. po 1404) – wojewodzianka sandomierska, kasztelanówna krakowska i wojnicka, łowczanka krakowska, starościna ruska i sandomierska, wojewodzina sandomierska, generałowa-starościna wielkopolska.

## Życiorys
Była córką wojewody sandomierskiego i kasztelana krakowskiego Jana Melsztyńskiego oraz Zofii (Ofki), prawdopodobnie pochodzącej z Książa. Jej bratem był wojewoda krakowski Spytek Melsztyński (zm. 1399). Jadwiga została wydana za mąż za starostę ruskiego, a następnie przez krótki czas starostę generalnego wielkopolskiego, Ottona z Pilczy herbu Topór. Ze względu na podeszły wiek Ottona w chwili ślubu z Jadwigą, przypuszcza się, że była ona drugą żoną magnata. Z małżeństwa tego pochodziła córka Elżbieta, późniejsza królowa Polski. Mąż Melsztyńskiej zmarł najprawdopodobniej przed 9 września 1385. 15 lutego 1386 Jadwiga Pilecka została matką chrzestną nowego władcy polskiego Jagiełły, który przyjął imię Władysław. 
Po 9 maja 1389 została wraz z córką uprowadzona przez śląskiego rycerza Wisła Czambora. W 1390 kobiety zostały uwolnione przez rycerza morawskiego, Jana z Jičina. W podzięce za ocalenie Jadwiga i jej córka nadały karczmę z rybnikiem w Markowej Woli klasztorowi dominikanów w Łańcucie. W latach 1402–1404 czyniła liczne zapisy dla wnucząt Jadwigi i Ottona, dzieci Elżbiety i Wincentego Granowskiego. Dalsze losy Jadwigi z Melsztyna nie są znane.

## Wywód przodków
| 4. Spycimir Leliwita              |  |                           |  |  |                        |
|                                   |  | 2. Jan Melsztyński        |  |  |                        |
| 5. Stanisława z Bogoryi i Skotnik |  |                           |  |  |                        |
|                                   |  |                           |  |  | 1. Jadwiga Melsztyńska |
| 6. nieznany                       |  |                           |  |  |                        |
|                                   |  | 3. Zofia (Ofka) z Książa? |  |  |                        |
| 7. nieznana                       |  |                           |  |  |                        |
|                                   |  |                           |  |  |                        |